# Exotoxină
O exotoxină este o toxină produsă de către o bacterie. Au fost descrise mai multe tipuri de exotoxine.